# Jachowo
Jachowo (deutsch Hanswalde) ist ein Ort in der polnischen Woiwodschaft Ermland-Masuren. Er gehört zur Landgemeinde Lelkowo (Lichtenfeld) im Powiat Braniewski (Kreis Braunsberg) und war bis 1945 ein Dorf im ostpreußischen Kreis Heiligenbeil.

## Geographische Lage
Jachowo liegt in Nordwesten der Woiwodschaft Ermland-Masuren, zwei Kilometer südlich der Staatsgrenze zur russischen Oblast Kaliningrad (Gebiet Königsberg (Preußen) = nördliches Ostpreußen). Bis zur früheren Kreisstadt Heiligenbeil (jetzt russisch Mamonowo) sind es 15 Kilometer in nordwestlicher Richtung, während die jetzige Kreismetropole Braniewo (Braunsberg) 20 Kilometer in westlicher Richtung entfernt ist.

## Geschichte
1412 ist das Jahr der Ersterwähnung des seinerzeitigen Dorfs Hanßwalde mit seinem sehr großen Gut. Nach 1629 schrieb sich der Ortsname Hanßwaldt, nach 1660 Hanß Waldte und erst nach 1665 Hanswalde.
Im Jahre 1874 wurde Hanswalde auf zweierlei Weise in Deutsch Thierau (heute russisch Iwanzowo) im ostpreußischen Kreis Heiligenbeil eingegliedert: als Gutsbezirk und als Landgemeinde. Die Landgemeinde Hanswalde zählte im Jahre 1910 663 Einwohner, während im Gutsbezirk Hanswalde 145 Einwohner registriert waren.
Am 30. September 1928 schlossen sich der Gutsbezirk und die Landgemeinde Hanswalde zur neuen Landgemeinde Hanswalde zusammen. Die Einwohnerzahl der neuen Landgemeinde belief sich im Jahre 1933 auf 674 und im Jahre 1939 auf 649.
In Kriegsfolge kam 1945 das gesamte südliche Ostpreußen zu Polen, die Grenze zum nördlichen und sowjetischen Teil Ostpreußens verläuft nur wenige Kilometer nördlich von Hanswalde, das seither die  polnische Namensform „Jachowo“ trägt. Jachowo gehört zur Gmina Lelkowo (Landgemeinde Lichtenfeld) im Powiat Braniewski (Kreis Braunsberg) innerhalb der Woiwodschaft Ermland-Masuren, von 1975 bis 1998 innerhalb der Woiwodschaft Elbląg.

## Religion
Hanswalde war bis 1945 evangelischerseits in das Kirchspiel der Kirche in Deutsch Thierau (russisch Iwanzowo) in der Kirchenprovinz Ostpreußen der Kirche der Altpreußischen Union eingepfarrt. Die nächste römisch-katholische Kirche war die in der Kreisstadt Heiligenbeil (russisch Mamonowo).
Katholischerseits gehört Jachowo heute zur römisch-katholischen Kirche in Zagaje (Hasselpusch) und auch  zur griechisch-katholischen Kirche in Lelkowo (Lichtenfeld).

## Verkehr
Jachowo liegt an zwei Nebenstraßen, die den Ort vor 1945 mit dem nördlichen und heute auf russischem Gebiet gelegenen Ostpreußen verbunden haben: die Straße von Wyszkowo (Hohenfürst) führte weiter nach Deutsch Thierau (heute russisch Iwanzowo), und eine andere Straße verband Hanswalde resp. Jachowo über das heutige Mędrzyki (Lauterbach) mit Hermsdorf (russisch Pogranitschny). Außerdem endet eine von Zagaje (Hasselpusch) kommende Straße in Jachowo.